# Pretty Things
A The Pretty Things brit rockegyüttes. Garázsrockot, rhythm and bluest, blues-rockot, pszichedelikus popot, pszichedelikus rockot és pop-rockot játszanak. 1963-ban alakultak meg Londonban. The Electric Banana néven is szerepeltek egy rövid ideig, és öt albumot is megjelentettek, ezen a néven, annak ellenére, hogy ez csak egy álnév volt. Tagok: Phil May, Dick Taylor, Frank Holland, George Woosey és Jack Greenwood. 
Pályafutásuk alatt 12 nagylemezt, hét koncertalbumot, öt nagylemezt (Electric Banana néven), két középlemezt és több válogatáslemezt is piacra dobtak. Az 1968-as S.F. Sorrow című nagylemezük bekerült az 1001 lemez, amit hallanod kell, mielőtt meghalsz című könyvbe. A zenekar 2018-ban feloszlott. Phil May 2020-ban elhunyt, 75 éves korában.

## Tagjai

### Jelenlegi tagjai
- Phil May – ének, harmonika (1963–1976, 1978–2018)
- Dick Taylor – gitár, időnként ének (1963–1969, 1978–2018)
- Frank Holland – gitár, ének, harmonika (1988–1991, 1994–2018)
- Jack Greenwood – dob (2007–2018)
- George Woosey – basszusgitár, ének (2008–2018)

### Korábbi tagjai
- Brian Pendleton – ritmusgitár, vokál, basszusgitár (1963–1966)
- John Stax – basszusgitár, harmonika, vokál (1963–1967)
- Pete Kitley – dob (1963–1964)
- Viv Andrews – dob (1964)
- Viv Prince – dob (1964–1965)
- Skip Alan – dob (1965–1968, 1969–1976, 1978–1980, 1994–2007)
- Wally Waller – basszusgitár, gitár, ének (1967–1971, 1978–1981, 1994–2008)
- Jon Povey – billentyűk, ének (1967–1976, 1978–1981, 1994–2007)
- Twink – dob (1968–1969)
- Victor Unitt – gitár (1969–1970)
- Pete Tolson – gitár (1970–1976, 1978–1981, 1994)
- Stuart Brooks – basszusgitár (1971–1973)
- Gordon John Edwards – gitár, billentyűk, ének (1973–1976)
- Jack Green – – basszusgitár, ének(1974–1976)
- Simon Fox – dob (1981)
- Joe Shaw – gitár (1984, 1987)
- Dave Wintour – basszusgitár (1984)
- Dave Wilki – billentyűk (1984)
- John Clark – dob (1984)
- Kevin Flanagan – szaxofon (1984)
- Perry Margouleff – gitár (1986–1987)
- Doede Ter Veld – dob (1986–1987)
- Roelf Ter Veld – basszusgitár (1986–1987)
- Bertram Engel – dob (1987, 1993–1995)
- Mark St. John – dob, ütős hangszerek (1988–1991, 1993–1995, 1995—től 2007-ig ideiglenesen)
- Steve Browning – basszusgitár (1988–1991, 1993–1995)
- Hans Waterman – dob (1989-1990, 1990–1994)
- Barkley McKay – gitár (1990-1994)

## Diszkográfia
- The Pretty Things (1965)
- Get the Picture? (1965)
- Emotions (1967)
- S.F. Sorrow (1968)
- Parachute (1970)
- Freeway Madness (1972)
- Silk Torpedo (1974)
- Savage Eye (1976)
- Cross Talk (1980)
- ...Rage Before Beauty (1999)
- Balboa Island (2007)
- The Sweet Pretty Things (Are in Bed Now, Of Course...) (2015)
- Bare as Bone, Bright as Blood (2020)